# AN/MLQ-34
«Такджэм» (англ. TACJAM [tækdʒæm], акр. от Tactical Jamming, общевойсковой индекс — AN/MLQ-34) — американская подвижная станция радиоэлектронного подавления и радиоэлектронной борьбы, предназначенная для применения в дивизионном и корпусном звене. Основным назначением станции является пресечение нормальной работы средств радиосвязи противника посредством постановки помех в дециметровом и ультракоротковолновом диапазоне частот.

## Производство
MLQ-34 была разработана компанией GTE Government Systems в Маунтин-Вью, Калифорния, там же было организовано серийное производство. Позже, в 1987 году, Центр радиоэлектронной борьбы Армии США заключил контракт на производство MLQ-34 с компанией American Electronic Laboratories, Inc. группы AEL Industries, Inc. в Кольмаре, Пенсильвания.

## История применения
По данным на 1989 год комплексы AN/MLQ-34 состояли на вооружении разведрот РЭБ отдельных бронекавалерийских полков в составе армейских корпусов. Позже появились сведения, что 501-й разведывательный батальон ВС США, вооружённый станциями AN/MLQ-34 принимал участие в боевых действиях против иракской армии во время операции «Буря в пустыне». В конце XX века в ВС США обсуждались планы по замене линейки средств РЭБ дивизионного и корпусного звена (в том числе — и AN/MLQ-34) на унифицированную систему IEWCS (англ. Intelligence Electronic Warfare Common Sensor).

## Техническая спецификация
Оборудование станции размещается на шасси гусеничной транспортной машины M1015A1 Electronic Warfare Systems Carrier, которая была создана на базе транспортёра боеприпасов M548. Боевой расчёт станции два человека, время перехода из походного положения в режим постановки помех около 1,5-2 минут. Станция содержит в своём составе приёмник поиска заданных целей AN/ULR-19, три идентичных комплекта передающей аппаратуры, ЭВМ AN/UYK-19 и логопериодическую антенну.
Основные технические характеристики AN/MLQ-34:
| Параметры                            | Значения                                                 |
| ------------------------------------ | -------------------------------------------------------- |
| Рабочий диапазон                     | 20-150 МГц                                               |
| Выходная мощность передающего тракта | 2 кВт                                                    |
| Коэффициент усиления антенны         | 1,5-4 раза                                               |
| Время наведения                      | 0,5-1 сек.                                               |
| Количество частотных диапазонов      | 3                                                        |
| Дальность подавления                 | 20-30 км                                                 |
| Виды помех                           | Амплитудно-модулированные, частотно-модулированные и др. |